# Donald Kirke
Pour les articles homonymes, voir Kirke.
Donald Kirke, né le 17 mai 1901 à Jersey City dans le New Jersey aux États-Unis et mort le 18 mai 1971 à San Bernardino en Californie, est un acteur américain.

## Filmographie
- 1930 : Follow the Leader : R.C. Black
- 1931 : The Grand Dame
- 1931 : A Lesson in Love
- 1932 : The Fourth Horseman : Thad Hurley
- 1932 : Le trésor caché (en) (Hidden Gold) d'Arthur Rosson : Doc' Griffin
- 1932 : Women Won't Tell : Alvin Thompson
- 1933 : Blondie Johnson : Joe
- 1934 : The Ghost Walks : Terry Shaw aka Terry Gray
- 1935 : Let 'em Have It (en) de Sam Wood : Curley
- 1935 : Sunset of Power (en) de Ray Taylor : Page Cothran
- 1936 : Border Flight : Heming
- 1936 : Oh, Susanna! de Joseph Kane : Flash Baldwin
- 1936 : Ride 'Em Cowboy : Sam Parker Jr.
- 1936 : Cœurs en détresse (In His Steps) : Reynard
- 1936 : Country Gentlemen : Mr. Martin
- 1937 : Rich Relations
- 1937 : Paradise Express : Armstrong
- 1937 : Venus Makes Trouble : Lon Stanton
- 1937 : Smoke Tree Range (en) de Lesley Selander : Wirt Stoner
- 1937 : Midnight Madonna : Alonzo Hall
- 1937 : Le Secret des chandeliers (The Emperor's Candlesticks) : Anton, the Thief
- 1937 : Mon oncle gangster (en) (The Big Shot) d'Edward Killy : Johnny Cullen
- 1937 : Mannequin : Dave McIntyre
- 1937 : Le Fantôme du cirque (The Shadow) : Peter Martinet
- 1938 : Hawaii Calls d'Edward F. Cline : Regon
- 1938 : Rawhide : Reporter
- 1938 : Sharpshooters : Lasher
- 1938 : I Demand Payment : Mr. Twitchett
- 1939 : Inside Story : Attorney
- 1939 : Big Town Czar : Bit Role
- 1940 : The Showdown (en) d'Howard Bretherton : Harry Cole
- 1941 : Les Danseuses des Folies Ziegfeld (Ziegfeld Girl) : Playboy Dating Sheila
- 1942 : Outlaws of Pine Ridge : Jeff Cardeen
- 1943 : G-men vs. the Black Dragon : Pier 17 Thug [Ch.1]
- 1943 : A Night for Crime : Hart
- 1946 : The Well-Groomed Bride : Maitre
- 1947 : Hoppy's Holiday : Sheriff
- 1956 : Scandal Incorporated : Sidney M. Woods, producer
- 1957 : Racket dans la couture (The Garment Jungle) : Salesman